# 2018年臺北市市長選舉
臺北市第7屆市長選舉於2018年（民國107年）11月24日舉行，此次選舉是2018年中華民國直轄市長及縣市長選舉的一部分，與臺北市議會第13屆議員選舉和臺北市第13屆里長選舉同時舉行。時任無黨籍市長柯文哲爭取連任。中國國民黨經過黨內初選，提名前立法委員丁守中參選。民主進步黨在上屆選舉中支持柯文哲，但由於柯文哲在上任後屢次批評蔡英文政府的施政政策，致使黨內對繼續支持柯文哲存在分歧，最終決定提名時任立法委員姚文智參選。此外，大學教授李錫錕與保險公司經理吳萼洋也報名參選。
投票翌日計票結果顯示柯文哲僅以3567票的優勢險勝丁守中。但此次計票結果引起丁守中陣營的質疑，並向臺灣臺北地方法院聲請重新計票。經重新計票後，法院確認柯文哲以3567票的差距險勝，順利連任，並於同年12月25日宣誓就職。

## 背景
臺北市市長是臺北市的最高行政首長。1967年7月1日，臺北市從臺灣省省轄市升格為院轄市，市長也從市民直接選舉轉由行政院任命，直至1994年《直轄市自治法》施行，臺北市改制為直轄市，市長改由市民直接選舉產生。每屆市長任期四年，可連任一屆。1994年，臺北市舉辦改制為直轄市後的首次市長選舉，截至2018年已舉辦7屆，共選出4任市長。
時任市長柯文哲曾任臺大醫院創傷醫學部主任、臺大醫學院教授，2014年在以民進黨為首的「在野大聯盟」支持下，於第6屆市長選舉中以57%的得票率擊敗國民黨籍候選人連勝文，當選第4任民選直轄市長，也是中華民國首位無黨籍民選直轄市長。
與此同時，民進黨在獲得了大部分地方政府的執政權後，又在2016年總統和立法委員選舉中大獲全勝。國民黨雖然從2014年起在全臺範圍內處於失利狀態，但仍舊是臺北市議會第一大黨，且在臺北市8席區域立委中保有5席。

## 候選人及遴選過程
此次選舉的候選人申請登記時間為2018年8月27日至31日，候選人須年滿30歲，在臺北市連續居住4個月以上，並繳納200萬新臺幣的選舉保證金（得票率超過10%可發還），且未違反《公職人員選舉罷免法》第25至27條的規定。候选人名單於11月9日公佈，共有5人參選。在候選人登記前，中國國民黨與民主進步黨都對有意參選者進行初選。

### 柯文哲
2016年12月22日，柯文哲在接受網路媒體新頭殼專訪時指出要「改變臺北市政府的企業文化」，會爭取連任。2018年8月30日，柯文哲登記參選。

### 中國國民黨
國民黨最初有8人宣佈參選，當中有4人後來宣佈退選或未登記黨內初選，分別是前總統府副秘書長羅智強、前行政院發言人鄭麗文、前監察委員葛永光和前臺北農產運銷公司總經理韓國瑜，其餘4人參加黨內初選。初選採用全民調的方式，由前立法委員丁守中、前大陸委員會副主任委員張顯耀、前立法委員孫大千和臺北市議員锺小平參加初選，最终丁守中以平均47.63%的支持率获得党内提名，正式代表国民党参加臺北市市长选举。這也是丁守中自1994年、1998年、2006年、2014年以來第五次參加黨內市長初選。
丁守中原籍浙江，是外省第二代，自1990年起，共擔任七届立法委员。他主張恢復被柯文哲取消的重陽敬老金，也承諾增加都更容積獎勵和放寬容積並完成捷運環狀線建設。在同志權益議題上，他支持反同婚團體提出的愛家公投，主張「保障一對一忠貞的愛情」。
| 2018年臺北市市长国民党初选 | 2018年臺北市市长国民党初选 | 2018年臺北市市长国民党初选 | 2018年臺北市市长国民党初选 | 2018年臺北市市长国民党初选 | 2018年臺北市市长国民党初选 |
| 参选人                     | TVBS                       | 艾普罗                     | 联合报                     | 平均民调                   | 状态                       |
| -------------------------- | -------------------------- | -------------------------- | -------------------------- | -------------------------- | -------------------------- |
| 丁守中                     | 48.395%                    | 46.778%                    | 47.741%                    | 47.634%                    | 获得提名                   |
| 孙大千                     | 17.891%                    | 18.845%                    | 17.878%                    | 18.205%                    |                            |
| 张显耀                     | 17.073%                    | 17.909%                    | 16.723%                    | 17.235%                    |                            |
| 锺小平                     | 16.651%                    | 16.468%                    | 17.658%                    | 16.926%                    |                            |

### 民主進步黨
上屆選舉，民進黨與一眾泛綠政黨以「在野大聯盟」名義推選柯文哲參選。但在2016年民進黨執政後，柯文哲屢次批評其政策，並提出「兩岸一家親」，引發民進黨不滿。在經過黨內討論後，民進黨決定在此次選舉中自己征召人選。
民進黨最初有2人宣布參選，分別是時任臺北市第二選舉區立法委員姚文智與前副總統呂秀蓮；另有前臺南縣縣長蘇煥智因不滿蔡英文的施政政策決定退黨參選，但之後又轉為參選臺南市市長。5月30日，民進黨決定提名姚文智參選台北市長。姚文智曾擔任自由時報記者、高雄市新聞處處長、行政院新聞局局長等職。他提出遠雄應該立即市政府解約，市政府要全面接管大巨蛋。

## 结果
此次選舉的開票時間長達10小時35分鐘，直至11月25日凌晨2點36分才完成開票作業，柯文哲以580,820票宣布連任成功。但丁守中因不服開票結果，依據《公職人員選舉罷免法》第69條規定向臺北地方法院聲請查封票軌、重新計票。法院於12月3日啟動重新計票程序，12月10日完成重新計票工作，並修訂了所有候選人的得票數。柯文哲的得票數下修157票至580,663票，丁守中的得票數下修470票至577,096票，確定由柯文哲當選市長。
| 1        | 吳蕚洋   | 無黨籍         | 5,611票   | 0.40%                            |                                  |
| 2        | 丁守中   | 中國國民黨     | 577,096票 | 40.82%                           |                                  |
| 3        | 姚文智   | 民主進步黨     | 244,342票 | 17.28%                           |                                  |
| 4        | 柯文哲   | 無黨籍         | 580,663票 | 41.07%                           | 當選                             |
| 5        | 李錫錕   | 無黨籍         | 6,158票   | 0.44%                            |                                  |
| 選舉日期 | 選舉日期 | 2018年11月24日 | 選舉人數  | 2,164,155人                      | 2,164,155人                      |
| 投票率   | 投票率   | 65.95%         | 投票人數  | 有效：1,413,870人 無效：13,355人 | 有效：1,413,870人 無效：13,355人 |

### 選舉區內行政區投票結果
| 區     | 柯文哲  | 柯文哲 | 丁守中  | 丁守中 | 姚文智  | 姚文智 | 李錫錕 | 李錫錕 | 吳萼洋 | 吳萼洋 | 總有效票  |
| 區     | 票數    | %      | 票數    | %      | 票數    | %      | 票數   | %      | 票數   | %      | 總有效票  |
| ------ | ------- | ------ | ------- | ------ | ------- | ------ | ------ | ------ | ------ | ------ | --------- |
| 松山區 | 42,315  | 39.62  | 46,353  | 43.40  | 17,285  | 16.18  | 417    | 0.39   | 425    | 0.39   | 106,795   |
| 信義區 | 47,620  | 38.94  | 53,812  | 44.00  | 19,849  | 16.23  | 509    | 0.41   | 500    | 0.40   | 122,290   |
| 大安區 | 60,940  | 38.53  | 72,311  | 45.72  | 23,646  | 14.95  | 658    | 0.41   | 582    | 0.36   | 158,137   |
| 中山區 | 50,582  | 41.54  | 46,732  | 38.38  | 23,476  | 19.28  | 490    | 0.40   | 476    | 0.39   | 121,756   |
| 中正區 | 33,748  | 41.65  | 33,896  | 41.83  | 12,631  | 15.58  | 377    | 0.46   | 372    | 0.45   | 81,024    |
| 大同區 | 31,660  | 45.29  | 20,745  | 29.67  | 16,895  | 24.16  | 339    | 0.48   | 266    | 0.38   | 69,905    |
| 萬華區 | 43,379  | 41.63  | 38,520  | 36.97  | 21,397  | 20.53  | 465    | 0.44   | 426    | 0.40   | 104,187   |
| 文山區 | 56,463  | 38.82  | 68,549  | 47.13  | 18,989  | 13.05  | 710    | 0.48   | 710    | 0.48   | 145,421   |
| 南港區 | 29,071  | 43.53  | 26,271  | 39.33  | 10,829  | 16.21  | 324    | 0.48   | 287    | 0.42   | 66,782    |
| 內湖區 | 65,589  | 43.70  | 61,546  | 41.01  | 21,747  | 14.49  | 639    | 0.42   | 549    | 0.36   | 150,070   |
| 士林區 | 63,216  | 41.20  | 55,938  | 36.45  | 33,108  | 21.57  | 653    | 0.42   | 521    | 0.33   | 153,436   |
| 北投區 | 56,080  | 41.82  | 52,423  | 39.10  | 24,490  | 18.26  | 577    | 0.43   | 497    | 0.37   | 134,067   |
| 總計   | 580,663 | 41.06  | 577,096 | 40.81  | 244,342 | 17.28  | 6158   | 0.43   | 5611   | 0.39   | 1,413,870 |

## 爭議及後續
本次選舉由於同市議員、里長選舉和10項公投同時進行，致使投開票進度嚴重滯後，甚至出現「邊投票，邊開票」的狀況，由此丁陣營又提起選舉無效之訴。丁陣營律師認為選務工作為柯市府主導，因此要求不是重選而是由第二名的丁守中遞補。2019年5月10日一審判決丁守中敗訴，丁守中於2019年5月30日提出上訴。2019年12月17日高等法院仍判決其敗訴，全案定讞。
姚文智在選後履行自己的諾言，宣布退出政壇，並且不接受任何政治職務。